# بزویروو
بزویروو (به چکی: Bezvěrov) یک منطقهٔ مسکونی در جمهوری چک است که در ناحیه پلزن-شمالی واقع شده‌است. بزویروو ۴۴٫۴۹ کیلومتر مربع مساحت و ۶۶۹ نفر جمعیت دارد و ۶۷۵ متر بالاتر از سطح دریا واقع شده‌است.